# Amore liquido
Amore liquido è un film del 2009 diretto da Marco Luca Cattaneo e distribuito in Italia nel 2012.